# Anzeigeverhalten
Anzeigeverhalten ist ein Begriff aus dem Diensthundewesen und dem Hundesport. Anzeigeverhalten ist jene Form von Tätigkeit, die der Hund ausführt, um seinem Hundeführer zu zeigen (anzuzeigen), wo ein Gegenstand (zum Beispiel Spielzeug) versteckt ist. Das Anzeigeverhalten ist Bestandteil der Sucharbeit (Fährte, Drogensuche, Leichensuche, Zielobjektsuche) des Hunds, bei der dieser Gegenstände anhand ihres Geruchs findet. Es kann sowohl aktiv als auch passiv erfolgen.

## Aktives Anzeigeverhalten
Hier signalisiert der Hund durch aktives Verhalten, zum Beispiel durch Kratzen oder Bellen, wo er den Geruch des Gegenstands wahrgenommen hat.

## Passives Anzeigeverhalten
Hier verhält sich der Hund passiv, das heißt, er verharrt in einer gewissen Stellung oder Position, zum Beispiel durch Sitzen, oder in Form von „Platz“, und fixiert mit Nase und Augen jenen Punkt, wo er den Geruch des Gegenstands wahrgenommen hat.
Bei passivem Anzeigeverhalten spricht man auch vom Verweisen des Gegenstands. Für einige Diensthunde wie den Sprengstoffspürhund und in einigen Bereichen beim Drogenspürhund ist das passive Anzeigen besonders wichtig, um zusätzliche Gefahrensituationen zu vermeiden.
Auf diese Weise wird ein Hund seinen Fund anzeigen, ohne den vermeintlichen Drogenschmuggler zu warnen und dient auch der Sicherheit des Hundes; auch beim Sprengstoffspürhund ist die Passivität überlebenswichtig für Hund und zusätzlich den Hundeführer. Hunde mit diesem antrainierten Verhalten werden auch als Passivhunde bezeichnet.

## Ausbildung
Die Ausbildung zu einem bestimmten Anzeigeverhalten erfolgt durch Konditionierung des Verhaltens. Moderne Ausbildungsmethoden nutzen dabei vor allem die Operante Konditionierung. Hilfsmittel dabei sind meist Futter oder Spielzeug.
Ein Drogenspürhund wird beispielsweise im Trainingsfall sofort nach dem gewünschten Anzeigeverhalten mit seinem Spielzeug belohnt. Im Ernstfall wird die gefundene Droge erst entfernt und mit seinem Spielzeug ausgetauscht.

## Angeborenes Anzeigen

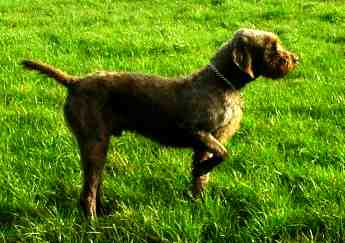
Ein Pudelpointer zeigt Wild an

Daneben gibt es ein angeborenes Anzeigen, das aus dem Jagdverhalten der Wölfe stammt. Auch hier soll die Beute den Hinweis nicht sehen – deshalb kein Bellen, Scharren oder Knurren – der Jagdpartner aber schon. Dabei wird eine Pfote gehoben und der Hund zeigt mit der Nase auf das Wild. Dieses Verhalten wird von vielen Hunden auch ohne jede Ausbildung so gezeigt. Im Spielverhalten taucht das Pfoteheben als Spielaufforderung wieder auf, jedoch verbunden mit Herumhüpfen und Bellen, die Nase zeigt auf den Spielpartner.
In der Jagd wird diese Art des Anzeigens als vorstehen bezeichnet und ein dafür abgerichteter oder gezüchteter Hund heißt Vorstehhund.